# Черноземельский район
Черноземе́льский райо́н (калм. Хар Һазра улс) — административно-территориальная единица в составе Республики Калмыкия Российской Федерации, в границах которой образован муниципальный район Черноземельское районное муниципальное образование.
Административный центр — посёлок Комсомольский.

## География
Общая площадь территории района составляет 1420013 га, или 18,7 % территории республики, самый большой район Калмыкии. Расстояние от районного центра до г. Элиста — 190 км. Район почти полностью находится в зоне полупустынь. Район граничит на севере с Яшкульским районом, на Западе — Ики-Бурульским районом, на юге со Ставропольским краем и Республикой Дагестан, на востоке с Лаганским районом и Астраханской областью.

### Климат
Название района связано с частью Прикаспийской низменности — регионом Чёрные земли. Эта часть Калмыкии практически не покрывается снегом и традиционно используется для пастбищного животноводства. Климат района резко континентальный. Его характеризует жаркая и сухая погода летом и малоснежная зима. За год здесь насчитывается около ста восьмидесяти — ста девяноста солнечных дней, что составляет почти 2300 часов. Это количество практически равно тому, что получает Крым. Летний максимум температур составляет сорок два — сорок три градуса. Самая же низкая температура, отмеченная в Черноземельском районе, равна тридцати пяти — тридцати шести градусам ниже нуля.
Гидрография
Гидрографическая сеть района развита слабо. Основное питание рек происходит за счёт снеготаяния и, в меньшей степени, за счёт летних осадков и грунтовых вод, поэтому многие реки района летом пересыхают.
Из наиболее крупных через территорию района протекает река Кума (по границе с Дагестаном). На территории района прослеживается русло реки Восточный Маныч, однако его постоянный водоток присутствует только во время снеготаяния. К долине реки Восточный Маныч приурочены Состинские озёра, которые заполняются водой в весеннее время. Наиболее крупные из них: Состинское, Орлинское, Кёке-Усун, Можарское, Светлое, Кёк-Хак и др. К концу лета большая часть озёр пересыхает, а их днище покрывается белоснежной коркой солей.
В целом, Черноземельский район слабо обеспечен водными ресурсами, пригодными для потребительских и хозяйственных целей.

## История
Черноземельский район образован Указом Президиума Верховного Совета РСФСР от 28 февраля 1951 года в составе Ставропольского края с центром в посёлке Красный Камышанник (впоследствии переименован в посёлок Комсомольский).
Указом Президиума Верховного Совета РСФСР от 12 января 1957 года в составе Ставропольского края была образована Калмыцкая автономная область, которой переданы Степной и Черноземельский районы.

## Население
| 1959    | 1970    | 1979    | 1989    | 2000    | 2002    | 2008    | 2009    | 2010    |
| ------- | ------- | ------- | ------- | ------- | ------- | ------- | ------- | ------- |
| 16 295  | ↗20 498 | ↘14 831 | ↗16 840 | ↘14 078 | ↘12 990 | ↘12 811 | ↗12 812 | ↗13 258 |
| 2011    | 2012    | 2013    | 2014    | 2015    | 2016    | 2017    | 2018    | 2019    |
| ↗13 261 | ↘13 034 | ↘12 849 | ↘12 749 | ↘12 653 | ↘12 618 | ↘12 574 | ↘12 460 | ↘12 348 |
| 2020    | 2021    | 2024    |         |         |         |         |         |         |
| ↘12 279 | ↗12 343 | ↘11 850 |         |         |         |         |         |         |

Согласно прогнозу Минэкономразвития России, численность населения будет составлять:
- 2024 — 12,05 тыс. чел.
- 2035 — 10,78 тыс. чел.

Демографическая ситуация в Черноземельском районе развивается под влиянием сложившихся тенденций рождаемости, смертности и миграции населения. Район отличает самый высокий в Калмыкии естественный прирост населения. В настоящее время (2011) он значительно возрос по сравнению с 2005 годом и составляет 10,4 ‰. Также на территории отмечаются самые низкие показатели смертности в республике (7,2 ‰). Основной причиной смертности в 2010 году в районе являлась смертность от болезней системы кровообращения (414,8 человек на 100 тыс. человек); несчастные случаи, травмы и отравления (113,1 человек на 100 тыс. человек); новообразования (52,8 человек на 100 тыс. человек) и болезни органов пищеварения (37,7 человек на 100 тыс. человек).
Миграционная ситуация в районе остаётся крайне неблагоприятной (- 130 человек в 2010 году). На протяжении последних лет наблюдается устойчивый отток населения с территории республики и района. Основными причинами оттока населения с территории района являются слабо развитая экономическая система, а также недостаточно благоприятные природно-климатические условия.

### Национальный состав
По данным Всероссийской переписи населения 2010 года:
| Национальность | Численность (чел.) | Процентное соотношение |
| -------------- | ------------------ | ---------------------- |
| Калмыки        | 7510               | 56,65%                 |
| Русские        | 1624               | 12,25%                 |
| Даргинцы       | 1603               | 12,09%                 |
| Аварцы         | 952                | 7,18%                  |
| Чеченцы        | 653                | 4,93%                  |
| Казахи         | 385                | 2,90%                  |
| Рутульцы       | 120                | 0,91%                  |
| Кумыки         | 98                 | 0,74%                  |
| Другие         | 302                | 2,28%                  |
| Не указали     | 11                 | 0,08%                  |
| Всего          | 13 258             | 100,00%                |

По итогам переписи населения 2020 года проживали следующие национальности (национальности менее 0,1 % и другое см. в сноске к строке «Другие»):
| Национальность | Численность, чел. | Доля     |
| -------------- | ----------------- | -------- |
| Калмыки        | 6757              | 54,74 %  |
| Даргинцы       | 1572              | 12,74 %  |
| Русские        | 1316              | 10,66 %  |
| Аварцы         | 1228              | 9,95 %   |
| Чеченцы        | 560               | 4,54 %   |
| Казахи         | 318               | 2,58 %   |
| Кумыки         | 82                | 0,66 %   |
| Лезгины        | 65                | 0,53 %   |
| Рутульцы       | 33                | 0,27 %   |
| Грузины        | 30                | 0,24 %   |
| Андийцы        | 29                | 0,23 %   |
| Лакцы          | 14                | 0,11 %   |
| Другие         | 339               | 2,75 %   |
| Итого          | 12 343            | 100,00 % |

## Муниципально-территориальное устройство
В Черноземельском районе 35 населённых пунктов в составе восьми сельских поселений:
| № | Сельские поселения                                | Административный центр | Количество населённых пунктов | Население | Площадь, км² |
| - | ------------------------------------------------- | ---------------------- | ----------------------------- | --------- | ------------ |
| 1 | Адыковское сельское муниципальное образование     | посёлок Адык           | 4                             | ↗1051     | 1301         |
| 2 | Артезианское сельское муниципальное образование   | посёлок Артезиан       | 5                             | ↗3117     | 1678,69      |
| 3 | Ачинеровское сельское муниципальное образование   | посёлок Ачинеры        | 6                             | ↘965      | 1355,9       |
| 4 | Комсомольское сельское муниципальное образование  | посёлок Комсомольский  | 4                             | ↘4427     | 1647,3       |
| 5 | Кумское сельское муниципальное образование        | посёлок Кумской        | 5                             | ↘608      | 1121,6       |
| 6 | Нарынхудукское сельское муниципальное образование | посёлок Нарын Худук    | 5                             | ↘375      | 1230         |
| 7 | Прикумское сельское муниципальное образование     | посёлок Прикумский     | 5                             | ↗1382     | 1130,13.     |
| 8 | Сарульское сельское муниципальное образование     | посёлок Сарул          | 1                             | ↘418      | 399,16       |

| №  | Населённый пункт | Тип     | Население | Муниципальное образование                         |
| -- | ---------------- | ------- | --------- | ------------------------------------------------- |
| 1  | Адык             | посёлок | ↘733      | Адыковское сельское муниципальное образование     |
| 2  | Андратинский     | посёлок | ↗123      | Артезианское сельское муниципальное образование   |
| 3  | Артезиан         | посёлок | ↗2105     | Артезианское сельское муниципальное образование   |
| 4  | Ачинеры          | посёлок | ↗707      | Ачинеровское сельское муниципальное образование   |
| 5  | Басы             | посёлок | ↘997      | Нарынхудукское сельское муниципальное образование |
| 6  | Булмукта         | посёлок | ↘69       | Прикумское сельское муниципальное образование     |
| 7  | Буровой          | посёлок | ↗1127     | Артезианское сельское муниципальное образование   |
| 8  | Дружный          | посёлок | ↗85       | Ачинеровское сельское муниципальное образование   |
| 9  | Ермолинский      | посёлок | ↗32       | Артезианское сельское муниципальное образование   |
| 10 | Калининский      | посёлок | ↘33       | Прикумское сельское муниципальное образование     |
| 11 | Кёк Усн          | посёлок | ↘12       | Кумское сельское муниципальное образование        |
| 12 | Комсомольский    | посёлок | ↘4261     | Комсомольское сельское муниципальное образование  |
| 13 | Кумской          | посёлок | ↘401      | Кумское сельское муниципальное образование        |
| 14 | Лагань           | посёлок | ↘24       | Комсомольское сельское муниципальное образование  |
| 15 | Майхара          | посёлок | ↘71       | Прикумское сельское муниципальное образование     |
| 16 | Маныч            | посёлок | ↘83       | Ачинеровское сельское муниципальное образование   |
| 17 | Меклета          | посёлок | ↘98       | Адыковское сельское муниципальное образование     |
| 18 | Мелиоратор       | посёлок | ↘80       | Ачинеровское сельское муниципальное образование   |
| 19 | Нарын Худук      | посёлок | ↘380      | Нарынхудукское сельское муниципальное образование |
| 20 | Новый            | посёлок | ↗17       | Ачинеровское сельское муниципальное образование   |
| 21 | Озёрный          | посёлок | ↘0        | Комсомольское сельское муниципальное образование  |
| 22 | Прикумский       | посёлок | ↘926      | Прикумское сельское муниципальное образование     |
| 23 | Радужный         | посёлок | ↘69       | Адыковское сельское муниципальное образование     |
| 24 | Раздольный       | посёлок | ↘155      | Ачинеровское сельское муниципальное образование   |
| 25 | Рогульский       | посёлок | ↗107      | Прикумское сельское муниципальное образование     |
| 26 | Рыбачий          | посёлок | ↗114      | Кумское сельское муниципальное образование        |
| 27 | Сарул            | посёлок | ↘418      | Сарульское сельское муниципальное образование     |
| 28 | Светлый Ерек     | посёлок | →9        | Артезианское сельское муниципальное образование   |
| 29 | Теегин Герл      | посёлок | ↘78       | Адыковское сельское муниципальное образование     |
| 30 | Халтрын-Бор      | посёлок | ↘106      | Комсомольское сельское муниципальное образование  |
| 31 | Цува             | посёлок | ↘26       | Нарынхудукское сельское муниципальное образование |
| 32 | Чанта            | посёлок | ↘39       | Кумское сельское муниципальное образование        |
| 33 | Чапчачи          | посёлок | ↗100      | Нарынхудукское сельское муниципальное образование |
| 34 | Шин Тег          | посёлок | ↗64       | Нарынхудукское сельское муниципальное образование |
| 35 | Яковлево         | посёлок | ↘37       | Кумское сельское муниципальное образование        |

## Местное самоуправление
Главы муниципального образования
- Церенов Николай Петрович
- Бадмаев Валерий Гаряевич

## Экономика
Черноземельский район занимает одно из ведущих мест в общем экономическом потенциале Республики Калмыкия. Так, на долю района приходится 78 % основных фондов коммерческих организаций Республики Калмыкия, 3 % предприятий и организаций крупного и среднего бизнеса, 5,5 % занятых в экономике (без учёта субъектов малого предпринимательства).
Сельское хозяйство
Большая часть территории района используется для сельскохозяйственного производства. Основными производственными отраслями, обеспечивающими занятость населения на селе и производство продукции сельского хозяйства, является овцеводство шерстно-мясного направления и скотоводство мясного направления. Вспомогательной отраслью, обеспечивающей животноводство кормами, является кормопроизводство на орошаемых участках и лиманных сенокосах. По данным на 1 января 2011 года во всех категориях хозяйств имелось 35831 гол. КРС, 461625 гол овец и коз, 133 гол. свиней, 1498 гол. лошадей, 7250 гол. птицы всех видов.
Промышленность
Промышленное производство на территории Черноземельского района имеет черты моноспециализированности, и представлено в первую очередь предприятиями нефтяной промышленности, осуществляющими добычу и транспортировку нефти и сопутствующих нефтепродуктов (ООО «Управляющая компания „Калмнефть“, ООО „Лукойл — Волгограднефтегазстрой“, ЗАО „КалмТатнефть“).
Производство хлеба и хлебобулочных изделий осуществляет потребительское общество „Хлеб“ и индивидуальные предприниматели, МУП „Комсомольское МПОКХ“, МУП Ачинеровское МПОКХ» обеспечивают население района водой, теплоэнергией МУП «Комсомольское МПОКХ».